# Kurage, Nagareboshi
Singles de Ai Ōtsuka
Rocket Sneaker / One × Time
(2008) Bye Bye
(2009)
Kurage, Nagareboshi (クラゲ、流れ星) est le 18e single de Ai Ōtsuka sorti sous le label Avex Trax le 10 septembre 2008 au Japon. Il atteint la 4e place du classement de l'Oricon. Il se vend à 34 118 exemplaires la première semaine, et reste classé pendant 8 semaines, pour un total de 47 955 exemplaires vendus. Il sort en version -5th anniversary-, où sur la pochette Ai a pris la même pose que pour les pochettes de son premier single, et contient un sticker et une carte signé.
Kurage, Nagareboshi a été utilisé comme campagne publicitaire pour music.jp et comme thème de fin pour Koisuru Hanikami. Kurage, Nagareboshi' se trouve sur l'album Love Letter.

## Liste des titres
| 1. | Kurage, Nagareboshi (クラゲ、流れ星)                | 5:01 |
| 2. | H20                                                 | 3:29 |
| 3. | Ame no Tsubu, Waltz ～LOVE MUSiC～ (雨の粒、ワルツ) | 4:11 |
| 4. | Kurage, Nagareboshi (instrumental) (クラゲ、流れ星) | 5:00 |
| 5. | H20 (instrumental)                                  | 3:28 |

| 1. | Kurage, Nagareboshi (クラゲ、流れ星) |  |